# آکادمی بنگلا
آکادمی بنگلا (بنگالی: বাংলা একাডেমি، الگو:IPA-bn) یک مؤسسه خودگردان است که توسط دولت بنگلادش حمایت می‌شود تا به ترویج زبان، ادبیات و فرهنگ بنگالی و توسعه و گسترش این زبان بپردازد. این سازمان در سال ۱۹۵۵ تأسیس شد و مقر آن در رامنا، داکا و در محوطهٔ دانشگاه داکا است. این آکادمی میزبان نمایشگاه سالانهٔ کتاب اکوشی نیز می‌باشد.